# Paleocontinente
Un paleocontinente è una specifica area della crosta continentale che ha avuto un'esistenza autonoma come importante massa di terra nel passato geologico del nostro pianeta.
Ci sono state parecchie masse di terra nel corso della storia del nostro pianeta. Le dimensioni furono molto differenti, potendo andare da semplici microcontinenti fino a enormi conglomerati di crosta terrestre. Con il trascorrere del tempo e l'innalzamento o l'abbassamento del livello marino, nuova crosta può essere esposta preparando la via per masse più vaste.
I continenti del passato hanno influenzato l'evoluzione degli organismi viventi sulla Terra e contribuito alle variazioni climatiche globali. Quando le masse di terra si fratturavano e i frammenti si allontanavano tra loro, anche le specie viventi venivano separate e potevano evolversi in modo diverso anche in funzione delle nuove condizioni climatiche. Il continuo movimento di queste grandi masse terrestri ha determinato in modo significativo la distribuzione degli organismi viventi sulla superficie della Terra, come risulta evidente dalla presenza di fossili simili in continenti attualmente completamente separati.
Il movimento delle masse continentali provoca inoltre la formazione delle catene montuose attraverso gli episodi di orogenesi, provocando nuovi mutamenti climatici e l'esposizione di nuova roccia ad altitudini più elevate. I movimenti dei continenti hanno poi influenzato la dispersione degli organismi viventi nelle varie parti del mondo. Questo in alcuni casi ha portato anche a espansioni dei ghiacciai e al raffreddamento globale della Terra o ai trend climatici della storia del nostro pianeta.
Gli esempi includono Laurentia, Baltica e Avalonia che entrarono in collisione durante l'orogenesi caledoniana andando a formare l'Old Red Sandstone del continente Laurussia. 
Un altro esempio è la collisione avvenuta nel tardo Pennsylvaniano e nel Permiano inferiore tra il continente Tarimsky e la Kazakhstania. Questa collisione fu causata dalla loro convergenza obliqua quando i bacini paleo oceanici si chiusero.

## Esempi
Gli esempi sottoelencati sono riassunti per fornire una panoramica di diversi paleocontinenti.

### Gondwana

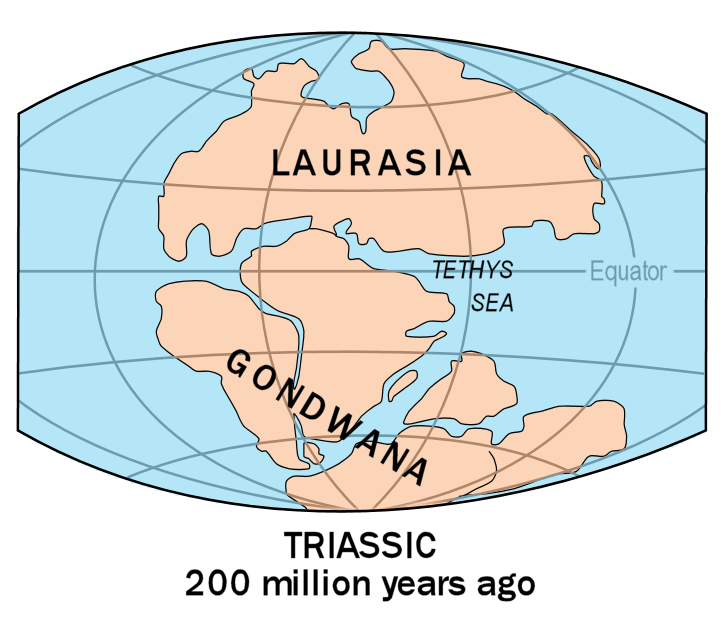
Gondwana: Periodo Triassico, 200 Ma

#### Posizione
Gondwana si trovava nell'emisfero meridionale, con la parte che compone l'odierna Antartide più vicina al Polo Sud. Il Sud America e l'Africa sono attualmente più vicini all'equatore, con l'Africa settentrionale che si interseca con esso..

#### Periodo
Da 600 a 180 milioni di anni fa (Ma), Precambriano - Giurassico.

#### Formazione
Gondwana era composta dalle odierne Sud America, Africa, Arabia, India, Antartide, Australia e Madagascar. Il continente era già completamente formato nel tardo Precambriano, 600 milioni di anni fa. Era un insieme di tutti gli attuali continenti dell'emisfero australe. Il Gondwana è esistito per diverse ere geologiche e faceva parte di altri supercontinenti come la Pangea.

#### Separazione
Il Gondwana si è separato nel corso di diverse fasi. Il continente ha iniziato a frammentarsi durante il Periodo Giurassico, circa 180 milioni di anni fa. Il primo evento è stato la separazione della parte occidentale del Gondwana, che comprende Africa e Sud America, dalla parte orientale, che comprende Antartide, Australia, Madagascar e India. Poi, 40 milioni di anni più tardi, Sud America e Africa iniziarono a separarsi, iniziando a far emergere l'oceano Atlantico. In questo stesso periodo circa, India e Madagascar iniziarono a staccarsi da Australia e Antartide, creando l'oceano Indiano. Infine, durante il Cretaceo, India e Madagascar iniziarono a separarsi, così come Australia e Antartide.

#### Vita
La vita su Gondwana è cambiata durante tutto il corso della sua esistenza. Gondwana era parte della più grande Rodinia ed è rimasta unita fino alla frammentazione della Pangea. Questo ha permesso al Gondwana di ospitare quasi ogni forma di vita mai esistita sulla Terra. Il Gondwana ha anche subito alcuni eventi di estinzione di massa. Durante l'Ordoviciano, il livello del mare s'innalzò a tal punto da coprire l'intero continente del Gondwana: a quel tempo dominava la vita marina. Inoltre, iniziano a comparire vertebrati tra i reperti fossili. Le specie terrestri iniziano a diffondersi nel Siluriano, mentre nel Devoniano le moderne specie di pesci e squali iniziano a diversificarsi, e la vegetazione terrestre inizia a colonizzare il continente, ed è possibile infatti rilevare accumuli di suolo organico. Iniziano a evolversi uova amniotiche con la maggiore disponibilità di terreno, in concomitanza con l'emersione di masse di terra e l'abbassamento dei livelli marini. Durante l'estinzione del Permiano, quasi tutta la vita marina andò persa, insieme a diverse specie terrestri. Questo evento diede origine a specie terrestri come rettili, dinosauri e piccoli mammiferi.

#### Clima
Il Gondwana ha avuto una serie di climi diversi essendo esistito per un periodo che va dal Precambriano, 600 milioni di anni fa, fino al Giurassico inferiore, con la separazione della Pangea circa 180 milioni di anni fa. Nel Cambriano, il clima era più mite e caldo perché la maggior parte della massa continentale era vicina all'equatore e non ai poli. Il continente ha subito un'era glaciale durante l'Ordoviciano e la deglaciazione era ancora in atto durante il periodo Siluriano. Il clima ha iniziato a diventare più umido e tropicale in tutto il globo e a mancare di stagionalità. Il clima ha iniziato a cambiare nuovamente durante il Mesozoico, periodo caratterizzato da una lunga e diffusa stagione di monsoni, a causa della Pangea. Quando la Pangea iniziò a separarsi il clima iniziò a raffreddarsi, ma Gondwana si stava già frammentando.

### Laurentia

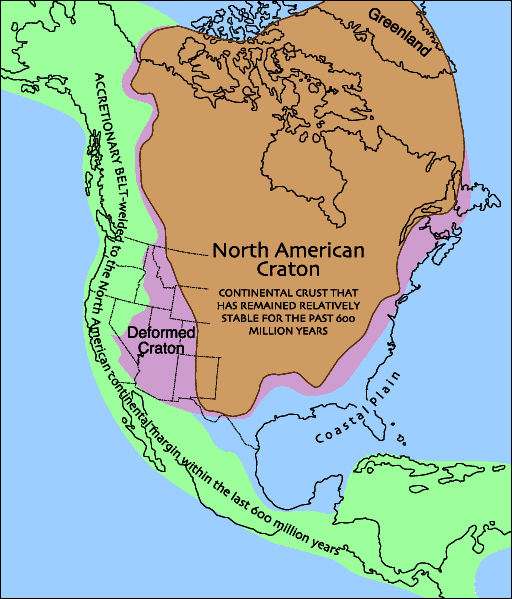
Laurentia, nella sua attuale posizione.

#### Posizione
La posizione di Laurentia è cambiata nel corso del tempo. Nel tardo Proterozoico Laurentia era circondata da Siberia, Sud Africa, Australia-Antartica e Amazzonia-Baltica. Al tempo del supercontinente Gondwana, Laurentia era schiacciata tra Gondwana orientale e Gondwana occidentale, ma quando il Gondwana si unì alla Laurussia per formare la Pangea, la Laurentia si spostò ed era più vicina all'Africa settentrionale.

#### Periodo
Da 4 miliardi di anni fa ad oggi, Precambriano-Quaternario.

#### Formazione
Laurentia è il cratone nordamericano. È uno dei cratoni più grandi e antichi, risalente al Precambriano. Il cratone include lo scudo canadese e quello della Groenlandia, così come il Mare interno occidentale. Il cratone si è formato già nel Primo Proterozoico. Si è formato nel corso di diverse orogenesi e zone di sutura createsi. Queste piccole masse di terra erano formate da crosta dell'Archeano e cinture di arcipelaghi del Primo Proterozoico. Laurentia è stata parte di diversi supercontinenti nel corso della sua esistenza. La sua formazione è simile a quella dell'Eurasia.

#### Separazione
Laurentia è intatta ancora oggi ed è ancora un cratone continentale, corrispondente all'attuale Nord America. Il cratone va da Alberta, Canada, alla costa orientale di Stati Uniti e Canada; dalla costa sudorientale degli Stati Uniti alla Groenlandia. Il confine occidentale di Laurentia si trova invece nella parte orientale delle Montagne Rocciose.

#### Vita
L'innalzamento dei mari del Cambriano diede origine agli invertebrati marini, che prosperarono. La vita nell'Ordoviciano continuò ad essere dominata da vegetazione e animali marini. Inoltre, i vertebrati iniziarono ad essere parte degli animali sulla Terra. Comunque, spugne ed alghe costituivano le specie preponderanti. Gli animali marini erano più numerosi ma specie terrestri iniziarono ad apparire alla fine dell'Ordoviciano. La vita nel Siluriano era ancora dominata da specie marine ma le specie terrestri erano molto più diffuse di quanto non lo fossero mai state. Nel Devoniano i pesci iniziavano a diversificarsi e la vita a colonizzare la terraferma, poiché in questo periodo troviamo accumuli di terreno organico. Col passare del tempo, troviamo pesci più evoluti, e una diversificazione degli squali. Inoltre, si iniziarono a sviluppare uova amniotiche con l'aumentare della disponibilità di terre emerse. Poi, con l'estinzione del Permiano, quasi tutte le specie marine e molte specie terrestri scomparvero. Questo fece sviluppare animali terrestri, come rettili, dinosauri e piccoli mammiferi. Alla fine di questa nuova era ci fu un'estinzione di massa di dinosauri e rettili, che favorì il prosperamento di molti mammiferi che poterono occupare le nicchie ecologiche lasciate vacanti.

#### Clima
Nella Laurentia si sono susseguiti una serie di climi, essendo stata una massa di terra per miliardi di anni. Il cratone ha vissuto un'era glaciale durante il tardo Proterozoico e un'altra nell'Ordoviciano. Durante il Cambriano non ci furono ere glaciali ed il clima era un po' più caldo perché la maggior parte dei continenti era lontana dai poli, rendendo il clima più mite. La deglaciazione era ancora in atto durante il periodo siluriano dopo la glaciazione dell'Ordoviciano. Il clima iniziò poi a diventare più umido e tropicale su tutta la Terra. Non c'era stagionalità. Il clima iniziò a cambiare durante il Mesozoico, dominato da vasti e lunghi monsoni a causa della Pangea. Alla fine del Cretaceo, le stagioni iniziarono nuovamente ad alternarsi e la Terra entro in un altro evento glaciale.

### Pangea

Pangea

#### Posizione
Il continente si estendeva dall'85° N al 90° S. La Pangea era centrata sopra l'equatore e abbracciava un'area dal Polo Nord al Polo Sud. La parte sudorientale dell'attuale Nord America e quella settentrionale dell'attuale Africa intersecavano l'Equatore. L'odierna Asia orientale era più a Nord e l'Antartide e l'Australia erano più a Sud.

#### Periodo
Da 299 a 272 milioni di anni fa, Primo Permiano - Primo Giurassico.

#### Formazione
La Pangea si è creata dai continenti di Gondwana e Laurussia. Durante il Carbonifero i due continenti si sono uniti nel supercontinente Pangea. Gli eventi di orogenesi di questo periodo hanno dato vita agli Appalachi e alla Orogenesi Variscana in Europa centrale. Comunque, non tutte le masse di terra si erano attaccate alla Pangea. La Siberia vi entro in collisione solamente nel Tardo Permiano. Le sole placche a non far parte della Pangea erano quelle della Cina settentrionale e meridionale, che crearono una piccola massa di terra nell'oceano. C'era un enorme oceano che abbracciava la Terra chiamato Panthalassa, in conseguenza del fatto che tutta la terraferma era suturata in un unico continente.

#### Separazione
La Pangea si separò dopo 70 milioni di anni. Il supercontinente si è frammentato in diverse parti. Gli eventi principali che hanno portato alla separazione di Pangea sono stati due: un evento di rift passivo, nel Triassico, che ha dato origine all'oceano Atlantico, e un rift attivo nel Tardo Giurassico che ha causato l'apertura dell'oceano Indiano. Questo evento di rottura è durato 17 milioni di anni.

#### Vita
La Pangea si è formata circa 20 milioni di anni prima dell'estinzione del Permiano. Durante l'estinzione del Permiano circa il 95% delle specie marine e il 70% di quelle terrestri si estinse. Il Triassico per la Pangea è stato un periodo di recupero da questa estinzione di massa. I livelli marini si innalzarono, creando estesi fondali marini poco profondi per grandi rettili marini. In questo periodo prosperano animali terrestri e i rettili terrestri si diversificano, e nel frattempo appaiono i dinosauri. I dinosauri caratterizzeranno la vita nei successivi periodi, Giurassico e Cretaceo. Inoltre alla fine del Triassico e l'inizio del Giurassico si evolvono, a partire dai rettili, piccoli mammiferi come i toporagni.

#### Clima
La caratteristica principale del clima della Pangea è che la sua posizione la rendeva favorevole ai cicli megamonsonici. I monsoni raggiunsero il loro apice nel Triassico del Mesozoico. Durante il tardo Carbonifero si è formato terreno torboso nell'attuale Europa e parte orientale del Nord America. Le condizioni necessarie alla formazione della torba erano contrastate dalle condizioni aride dell'Altopiano del Colorado. Verso la fine del Carbonifero la regione della Pangea posizionata all'Equatore diventò più secca. Nel Permiano, questa aridità era contrastata da piogge stagionali, e questo tipo di clima diventò più diffuso e comune nel continente. Tuttavia, nel Triassico, l'Altopiano del Colorado iniziò a diventare più umido e ci fu un'inversione nella direzione dei venti. Nello stesso periodo circa, nell'attuale Australia regioni che si trovavano a latitudini più alte erano più secche e di carattere stagionale. All'inizio del Giurassico i megamonsoni iniziarono a cessare, con l'essiccamento del Gondwana e della porzione settentrionale della Laurasia.

### Rodinia

#### Posizione
La Rodinia era centrata sull'equatore e copriva dal 60° N al 60° S

#### Periodo
Da 1,2 miliardi circa a 800-850 milioni di anni fa, Proterozoico – fine del Precambriano.

#### Formazione
È stato il primo supercontinente formatosi sulla Terra: tutta la crosta continentale era ammassata in un unico supercontinente. Questa massa di terra era circondata da un oceano perfino più grande, conosciuto come Mirovia. Quattro continenti hanno colliso e si sono uniti per formare Rodinia. Questo evento è noto come l'Orogenesi di Grenville. Questo ha causato la formazione di montagne lungo le aree di collisione dei continenti. Questo perché la crosta continentale non è molto densa quindi i continenti non sono soggetti ad affondamenti o subduzioni. Questo ha causato la formazione di cinture di piegatura e spinta, simili a quelle presenti attualmente nell'Himalaya.

#### Separazione
La Rodinia è durata per 250 milioni di anni e poi ha iniziato a frammentarsi tra gli 850 e gli 800 milioni di anni fa. Il continente a un certo punto iniziò a frammentarsi e poi si è aperto in tre diverse direzioni. La rottura di Rodinia diede vita alla formazione di Gondwana e Laurentia. La frammentazione di Rodinia creò molti fondali poco profondi che non c'erano prima. Questi fondali erano molto ricchi in nutrienti e si crede che questo possa aver favorito la diversificazione della vita, vegetale e non, sulla Terra. In particolare, questi fondali sono dove si dice sia nata la vita animale. Il nome stesso allude a questo, poiché in russo significa “dare vita” (o madrepatria), in riferimento agli animali sulla Terra.

#### Clima
Il clima alla fine dell'esistenza di Rodinia era molto freddo e si crede sia stato l'inizio del primo evento Terra a palla di neve. Rodinia aveva già avuto una glaciazione ma con il suo frammentarsi, le rocce meno dense iniziarono a salire portando alcune aree a maggiori altitudini, causando la formazione di ulteriore ghiaccio. Inoltre, l'atmosfera aveva poco ossigeno perché la superficie di Rodinia non aveva le condizioni adatte a supportare la vita vegetale, e lo strato di ozono era molto meno esteso.